# Milagros del Corral
Milagros del Corral Beltrán (Madrid, 1945) es una bibliotecaria española. Fue directora de la Biblioteca Nacional de España desde septiembre de 2007 hasta mayo de 2010, cuando dimitió por no estar conforme con el acuerdo del Consejo de Ministros que eliminó el rango de director general de la institución, fijándolo en Subdirección General.

## Biografía
Licenciada en filosofía por la Universidad Complutense, con una especialidad en biblioteconomía y ciencias de la información por la Universidad de Pittsburg, Estados Unidos. Miembro por oposición del Cuerpo Facultativo de Archiveros y Bibliotecarios de España.
Milagros del Corral es especialista en políticas del libro y bibliotecas, edición (impresa y electrónica), derecho de autor y nuevas tecnologías, desarrollo de industrias culturales, cultura y desarrollo y diversidad cultural.

### Trayectoria profesional
Ha tenido amplio desempeño profesional tanto en España como en el extranjero:
- Ha ocupado diversos cargos en la Universidad Complutense de Madrid, donde creó la Biblioteca de la Facultad de Ciencias de la Información.
- En 1978 fue nombrada Jefe del Gabinete Técnico de la Dirección General del Libro y Bibliotecas
- Se desempeñó como Subdirectora General de Bibliotecas, responsable de la política de derecho de autor en el Ministerio de Cultura de España.
- Como representante del Ministerio, participó activamente en el proceso de la reforma y descentralización de la Administración Central del Estado en los albores de la democracia y formó parte de la comisión encargada de la redacción del proyecto de Ley de Propiedad Intelectual (Ley 22/1987) que vino a sustituir a la de 1879.
- Ha sido representante de España en diversas reuniones internacionales sobre derecho de autor en la Organización Mundial de la Propiedad Industrial, UNESCO y la Unión Europea alcanzando, por elección la Presidencia del Comité Intergubernamental de la Convención de Berna, OMPI (1979-1981)
- Fue Coordinadora de la Conferencia Diplomática OMPI/UNESCO que adoptó la Convención sobre Doble Imposición de Regalías en materia de Derecho de Autor  (Madrid, 1979)
- Fue nombrada uno de los 6 expertos internacionales que asesoró al Congreso de los Estados Unidos, con vistas a la adhesión de dicho país a la Convención de Berna OMPI
- En el sector editorial en el que se desempeñó de 1983 a 1989, fue secretaria general de la Asociación de Editores de España y de la Federación de Gremios de Editores de España.
- En el sector diplomático fue destinada a la UNESCO en su sede parisina como Directora de la División del Libro y el Derecho de Autor, siendo responsable de los programas de artes, artesanías y diseño, libro, cine, música y derecho de autor.
- Posteriormente, fue nombrada en la propia UNESCO Directora de la División de Identidades Culturales, Directora de Ediciones UNESCO y del Fondo Internacional para la Promoción de la Cultura (IFPC) culminando su carrera en la Organización como Subdirectora General Adjunta para la Cultura (UNESCO, París).

### Biblioteca Nacional de España
- El 10 de septiembre de 2007 fue nombrada directora general de la Biblioteca Nacional de España, sustituyendo a la escritora Rosa Regàs. En el cargo, lidera la gestión del cambio de esta institución (la 4.ª Biblioteca Nacional más importante del mundo), con una importante orientación hacia las nuevas tecnologías y la apertura de la Biblioteca Nacional de España a la sociedad global del siglo XXI.[4]
- Durante su gestión como Directora de la Biblioteca Nacional de España, esta institución ha podido recuperar valiosos documentos incunables robados con anterioridad. Fue el caso, entre otros, de varios grabados de la Cosmographia de Ptolomeo (ediciones de Ulm, 1482 y de Roma, 1508) así como de las Cosmographias de Apianus (Amberes, 1529) y de Pomponio Mela (Salamanca, 1498) todos ellos sustraídos de la biblioteca a lo largo del año 2007, tras haber sido cortados subrepticiamente de su matriz por el ciudadano uruguayo César Gómez Rivero. El robo fue descubierto en agosto de 2007. Las piezas recuperadas fueron expuestas públicamente en la Biblioteca del 6 al 11 de mayo de 2008.[5]
- El 5 de mayo de 2010, el Consejo de Ministros de España decidió que el cargo que encabeza a la Biblioteca Nacional pierda su condición de dirección general en la estructura jerárquica administrativa del gobierno español, convirtiéndose en una subdirección general,[6] tras lo cual, Milagros del Corral presentó su dimisión,[7] siendo sustituida por la presidenta de la Federación Española de Sociedades de Archivística, Biblioteconomía, Documentación y Museística, Gloria Pérez-Salmerón.[8]

## Literatura
Su primera novela, Último otoño en París, (Temas de Hoy/Planeta) se publicó en 2013.

## Membresías
Pertenece, o ha pertenecido, como miembro de número a las siguientes instituciones:
- Miembro del Grupo de Trabajo sobre Estructura, Personal y Gestión, así como del de Programación, ambos establecidos en el marco de la reforma de la UNESCO.
- Miembro de la CENL (Conferencia Europea de Directores de Bibliotecas Nacionales).
- Miembro electo del Consejo Científico de la Biblioteca Nacional de Francia.
- Miembro del Consejo de Administración del CERL (Consorcio Europeo de Bibliotecas de Investigación) y de LIBER (Liga de Bibliotecas Europeas de Investigación).
- Vicepresidenta electa de The European Library (Biblioteca Digital Europea).
- Asesora bibliotecaria de la Fundación Juan March, Madrid (1979-1980) Ortega y Gasset (1981-1984) y de Fuinca (Fundación de Telefónica) Madrid (1984-1987)
- Miembro de los Consejos de administración de la Fondation Prince Pierre de Mónaco (2000-2005); de la Fundación SIALE, Madrid; de la September Concert Foundation  de la Fundación BLU (Biblioteca Literaria Universal) de España y de SEACEX (Sociedad Estatal para la Acción Cultural Exterior), España.
- Miembro del Patronato de ESTAMPA (Salón Internacional del Grabado y Ediciones de Arte Contemporáneo)  y Asesora de la Organización Mundial para la Diversidad Cultural (Fundación) Pekín, China.
- Miembro de los Comités de Honor del Congreso de Editores de España; del Congreso de Libreros; del Congreso Nacional de Bibliotecas Públicas y de la Asociación Internacional de Librerías Anticuarias.
- Consultora de la  OMPI, UNESCO y CERLALC (1990-2000)
- Miembro del Consejo Científico de la Biblioteca Nacional de Francia (2010-en curso)
- Miembro del Consejo Académico de la Cátedra Vargas Llosa (2010-en curso)
- Miembro del Jurado Premio Príncipe de Asturias de Cooperación (2008-2009)
- Miembro del Jurado Premio Príncipe de Asturias de Literatura (2010)
- Miembro del Jurado Premio Everis (2009-2011)
- Miembro del Jurado Cercle d´Economía de Catalunya al Mecenazgo (2009-en curso)

## Distinciones
Ha recibido las siguientes distinciones honoríficas:
- Condecorada en 1980 por S.M. el Rey Juan Carlos I de España como Comendadora de la Orden del Mérito Civil (primera mujer en ese rango de la Orden).
- Miembro de Honor del Instituto Interamericano de Derecho de Autor; del Hyoge-Kobe Committee Japón; de Aid to Artisans Estados Unidos.
- Nacionalidad colombiana honorífica.
- Ciudadana de Honor de Popayán, Colombia
- Premio ARDE 2010 al mejor liderazgo digital (2010) (España)